# مطار غزنة
مطار غزنة ( (بالبشتوية: د غزني هوايي ډګر) (بالإنجليزية: Ghazni Airport) ) (إياتا: GZI، إيكاو: OAGN) يقع في غزنة، أفغانستان، بجوار طريق غزني - قندهار السريع الرئيسي. يخدم سكان ولاية غزني والأقاليم الأفغانية المجاورة الأخرى. يُستخدم المطار أساسًا للرحلات المدنية ولا يزال قيد التطوير حتى أواخر عام 2013.

## التاريخ
كان مطارًا عسكريًا في السابق إلى أن قررت الحكومة الأفغانية مؤخرًا تحويله إلى مطار دولي. لديها حاليًا يمتلك مدرج واحد مخصص 15/33 بطول 1,000 قدم (305 م).
تخطط الحكومة الأفغانية لإضافة مدرجين في المستقبل القريب. من المتوقع الانتهاء من المشروع الكلي في عام 2014. تم افتتاح المرحلة الأولى من المشروع في أواخر ديسمبر 2013 بعد هبوط طائرة خاصة أصغر في مدرج مطار غزنة.

## روابط خارجية
- تاريخ الحوادث لـ (GZI) على شبكة سلامة الطيران.
- سجل مطار غزني نسخة محفوظة 22 مايو 2014 على موقع واي باك مشين. في Landings.com